# ستاليشنيا
ستاليشنيا أو ستاليشنايا أو ستوليشنايا (بالروسية: Столичная) هي ماركة فودكا روسية. تأسست عام 1938 في الاتحاد السوفيتي، وأنتجت أول زجاجة فودكا عام 1941 في لينينغراد.